# Майдан-Моняцький
Майдан-Моняцький (пол. Majdan Moniacki) — село в Польщі, у гміні Ужендув Красницького повіту Люблінського воєводства.
Населення — 79 осіб (2011).

## Демографія
Демографічна структура станом на 31 березня 2011 року:
|          | Загалом | Допрацездатний вік | Працездатний вік | Постпрацездатний вік |
| -------- | ------- | ------------------ | ---------------- | -------------------- |
| Чоловіки | 43      | 5                  | 31               | 7                    |
| Жінки    | 36      | 9                  | 19               | 8                    |
| Разом    | 79      | 14                 | 50               | 15                   |